# Willy Ngumbi Ngengele
Willy Ngumbi Ngengele, M. Afr (né le 13 février 1965) est un prélat catholique romain. Il est évêque de Goma depuis 2019, à la suite de sa nomination le pape François,.

## Biographie
Ngumbi Ngengele est né le 13 février 1965 à Bujumbura, capitale du Burundi,.

## Prêtre
Il a été ordonné prêtre le 1er août 1993. Il appartient à la société des Missionnaires d'Afrique, également connus sous le nom de Pères Blancs,.

## Évêque
Il a été nommé évêque du diocèse de Kindu le 25 avril 2007 par le pape Benoît XVI. Sa consécration épiscopale a eu lieu le 22 juillet 2007 à Kindu, lors d’une cérémonie présidée par Théophile Kaboy Ruboneka, évêque de Kasongo, avec la participation de François-Xavier Maroy Rusengo, archevêque de Bukavu, et de Martin Albert Happe, M. Afr., évêque de Nouakchott,.
À Goma, Willy Ngumbi succède à Théophile Kaboy Ruboneka, alors âgé de 78 ans, dont la démission a été acceptée par le pape. Depuis son entrée en fonction, il s’est affirmé comme un fervent artisan de la paix dans l’est de la République démocratique du Congo, une région marquée par des conflits armés opposant notamment les Forces armées de la RDC (FARDC) au Mouvement du 23 mars (M23), un groupe rebelle actif dans la zone.